# Frebershausen

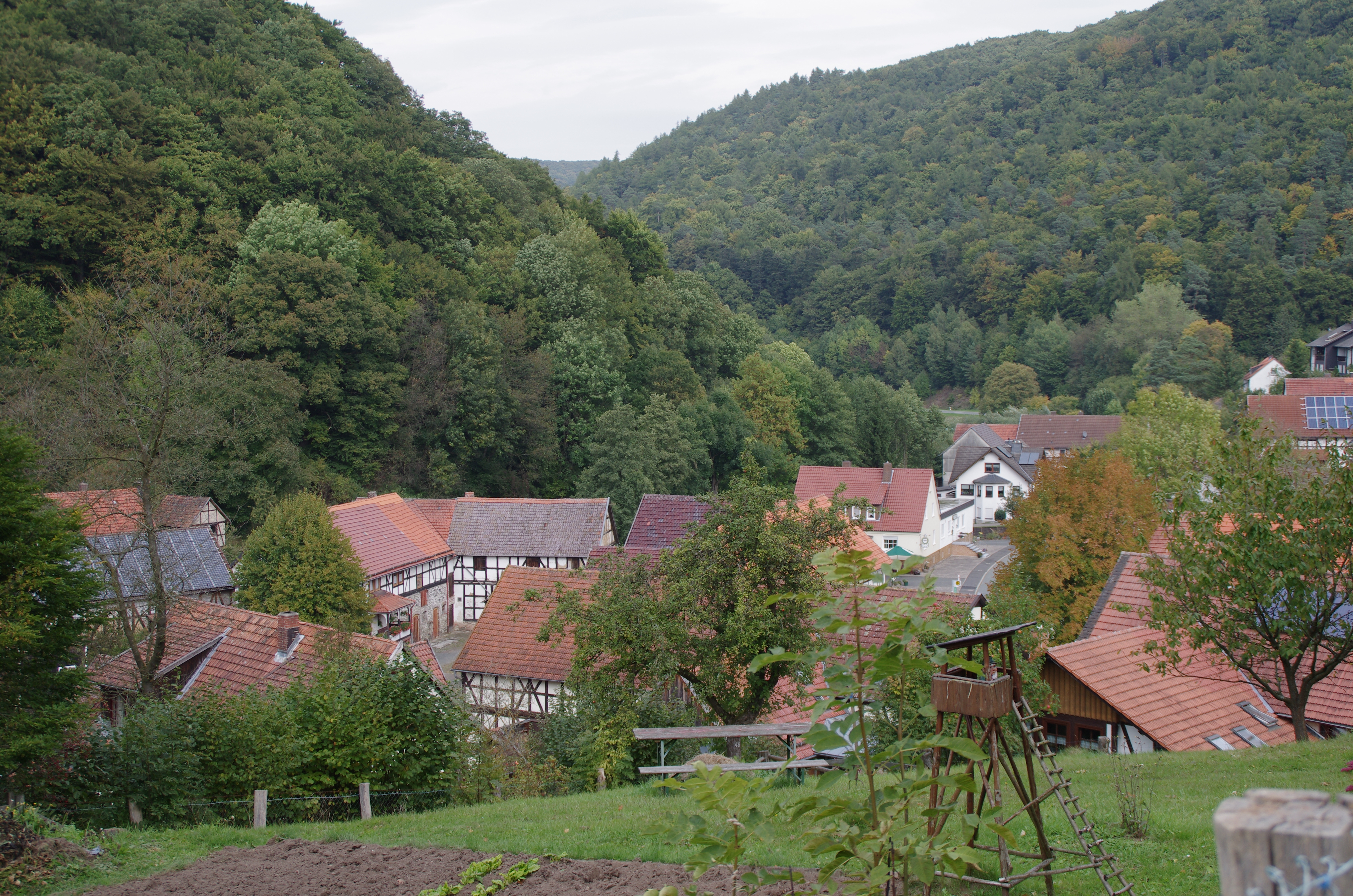
Blick auf den Ort von der Kirche aus

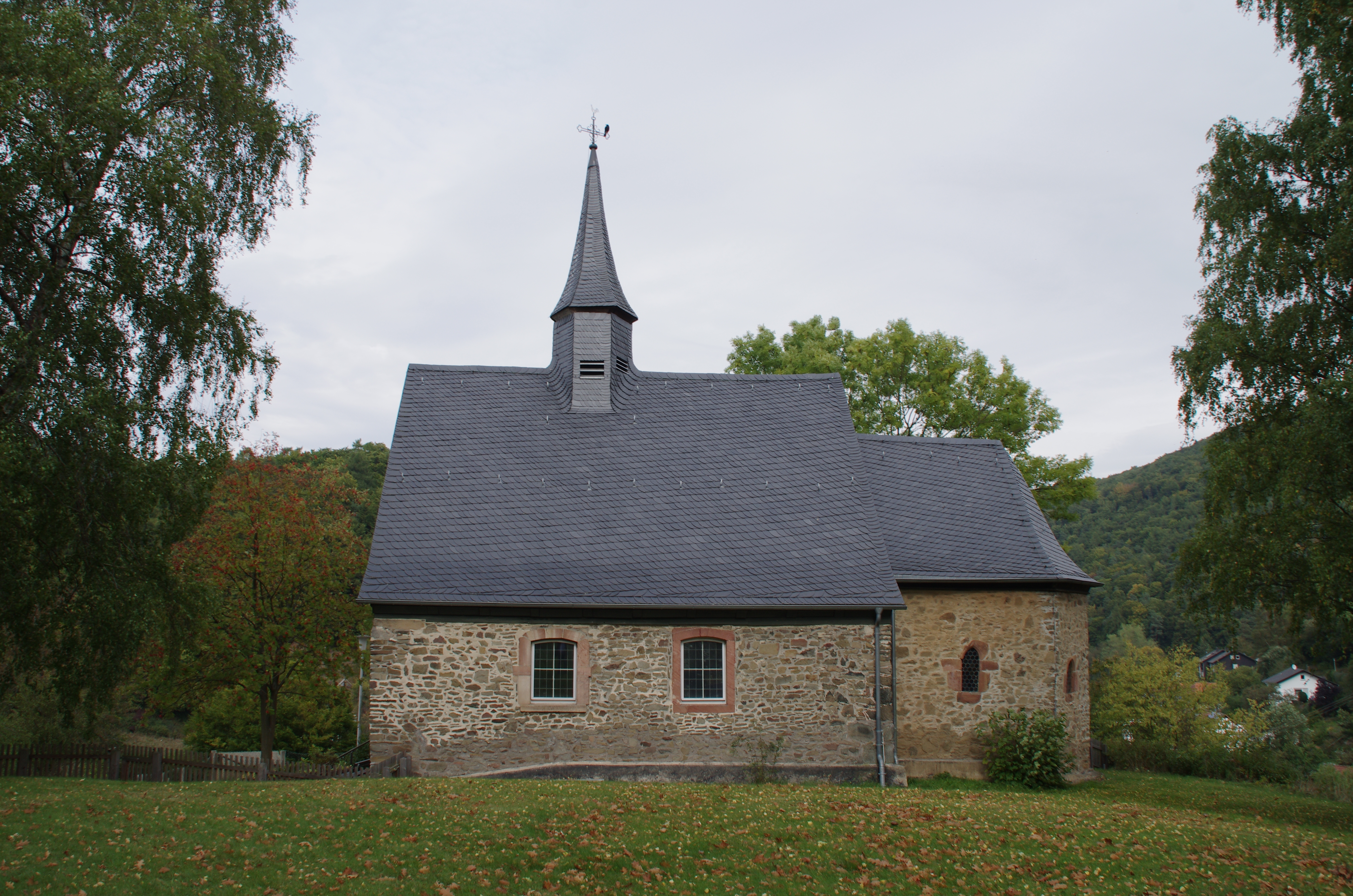
Die Kirche in Frebershausen

Frebershausen ist ein Stadtteil von Bad Wildungen im nordhessischen Landkreis Waldeck-Frankenberg. 

## Geographie

### Geographische Lage
Frebershausen, ein fränkisches Haufendorf, liegt im Kellerwald am Südrand des Nationalparks Kellerwald-Edersee. Es befindet sich ungefähr 7,5 km (Luftlinie) westlich der Wildunger Kernstadt. Nördlich von Frebershausen, das auf 368 m ü.  NN liegt und vom Wesebach durchflossen wird, erhebt sich der Traddelkopf, der mit 626 m der höchste Berg der Ederhöhen ist, eine Bergregion, deren Gebiet etwa deckungsgleich mit dem Nationalpark ist, westlich ragt der Talgang auf. Jenseits und damit nördlich des Nationalparks befindet sich der Edersee, nordöstlich der Affolderner See. Im Ort treffen sich die Landesstraße L 3332 und die Kreisstraße K 38.

### Nachbarorte
- Albertshausen
- Frankenau
- Gellershausen
- Hüddingen

## Geschichte

### Ortsgeschichte
Die älteste bekannte Erwähnung des Ortes „Fridebrachtishusen“ erfolgte 1315. Der Name änderte sich noch mehrmals, so zum Beispiel 1548 in „Friedwershausen“, bis 1925 die amtliche Festsetzung der Schreibweise Frebershausen erfolgte. Um 1684 war eine Glashütte im Ort bekannt, von der noch heute der Flur- und Straßenname Glashude zeugt.
Im Zuge der Gebietsreform in Hessen wurde Frebershausen zum 31. Dezember 1971 auf freiwilliger Basis in die Stadt Bad Wildungen eingemeindet.
Für Frebershausen wie für alle im Zuge der Gebietsreform nach Bad Wildungen eingegliederten Gemeinden wurden Ortsbezirke mit Ortsbeirat und Ortsvorsteher nach der Hessischen Gemeindeordnung gebildet.

### Verwaltungsgeschichte im Überblick
Die folgende Liste zeigt die Staaten bzw. Herrschaftsgebiete und deren untergeordnete Verwaltungseinheiten, in denen Frebershausen lag:
- vor 1356: Heiliges Römisches Reich, Herrschaft Itter
- 1356–1590: Heiliges Römisches Reich, Landesherrschaft strittig zwischen Landgrafschaft Hessen, Kurmainz und Grafschaft Waldeck, Herrschaft Itter
- ab 1590: Heiliges Römisches Reich, Grafschaft Waldeck, Amt Wildungen
- ab 1712: Heiliges Römisches Reich, Fürstentum Waldeck, Amt Wildungen
- ab 1807: Fürstentum Waldeck, Amt Wildungen
- ab 1815: Fürstentum Waldeck, Oberamt der Eder (Sitz in Nieder-Wildungen)
- ab 1816: Fürstentum Waldeck, Oberjustizamt der Eder (Sitz in Nieder-Wildungen)
- ab 1850: Fürstentum Waldeck-Pyrmont (seit 1849), Kreis der Eder[Anm. 1]
- ab 1867: Fürstentum Waldeck-Pyrmont (Akzessionsvertrag mit Preußen), Kreis der Eder
- ab 1871: Deutsches Reich, Fürstentum Waldeck-Pyrmont, Kreis der Eder
- ab 1919: Deutsches Reich, Freistaat Waldeck-Pyrmont, Kreis der Eder
- ab 1929: Deutsches Reich, Freistaat Preußen, Provinz Hessen-Nassau, Regierungsbezirk Kassel, Kreis der Eder
- ab 1942: Deutsches Reich, Freistaat Preußen, Provinz Hessen-Nassau, Regierungsbezirk Kassel, Landkreis Waldeck
- ab 1944: Deutsches Reich, Freistaat Preußen, Provinz Kurhessen, Regierungsbezirk Kassel, Landkreis Waldeck
- ab 1945: Amerikanische Besatzungszone, Groß-Hessen, Regierungsbezirk Kassel, Landkreis Waldeck
- ab 1946: Amerikanische Besatzungszone, Land Hessen, Regierungsbezirk Kassel, Landkreis Waldeck
- ab 1949: Bundesrepublik Deutschland, Land Hessen, Regierungsbezirk Kassel, Landkreis Waldeck
- ab 1972: Bundesrepublik Deutschland, Land Hessen, Regierungsbezirk Kassel, Landkreis Waldeck, Stadt Bad Wildungen[Anm. 2]
- ab 1974: Bundesrepublik Deutschland, Land Hessen, Regierungsbezirk Kassel, Landkreis Waldeck-Frankenberg, Stadt Bad Wildungen

### Bevölkerung
Einwohnerstruktur 2011
Nach den Erhebungen des Zensus 2011 lebten am Stichtag dem 9. Mai 2011 in Frebershausen 174 Einwohner. Darunter waren 3 (1,7 %) Ausländer.
Nach dem Lebensalter waren 36 Einwohner unter 18 Jahren, 60 waren zwischen 18 und 49, 54 zwischen 50 und 64 und 27 Einwohner waren älter.
Die Einwohner lebten in 69 Haushalten. Davon waren 18 Singlehaushalte, 18 Paare ohne Kinder und 27 Paare mit Kindern, sowie 8 Alleinerziehende und keine Wohngemeinschaften. In 15 Haushalten lebten ausschließlich Senioren und in 48 Haushaltungen leben keine Senioren.
Einwohnerentwicklung
| Quelle: Historisches Ortslexikon |                          |
| • 1620:                          | 22 Häuser                |
| • 1650:                          | 3 Häuser                 |
| • 1738:                          | 23 Häuser                |
| • 1770:                          | 25 Häuser, 166 Einwohner |

| Frebershausen: Einwohnerzahlen von 1770 bis 2020 | Frebershausen: Einwohnerzahlen von 1770 bis 2020 | Frebershausen: Einwohnerzahlen von 1770 bis 2020 | Frebershausen: Einwohnerzahlen von 1770 bis 2020 | Frebershausen: Einwohnerzahlen von 1770 bis 2020 |
| --- | ------------------------------------------------ | ------------------------------------------------ | ------------------------------------------------ | ------------------------------------------------ |
| Jahr |                                                  |                                                  |                                                  | Einwohner                                        |
| 1770 | 1770                                             |                                                  | 166                                              | 166                                              |
| 1800 | 1800                                             |                                                  | ?                                                | ?                                                |
| 1834 | 1834                                             |                                                  | 251                                              | 251                                              |
| 1840 | 1840                                             |                                                  | 250                                              | 250                                              |
| 1846 | 1846                                             |                                                  | 244                                              | 244                                              |
| 1852 | 1852                                             |                                                  | 258                                              | 258                                              |
| 1858 | 1858                                             |                                                  | 272                                              | 272                                              |
| 1864 | 1864                                             |                                                  | 247                                              | 247                                              |
| 1871 | 1871                                             |                                                  | 224                                              | 224                                              |
| 1875 | 1875                                             |                                                  | 206                                              | 206                                              |
| 1885 | 1885                                             |                                                  | 212                                              | 212                                              |
| 1895 | 1895                                             |                                                  | 212                                              | 212                                              |
| 1905 | 1905                                             |                                                  | 233                                              | 233                                              |
| 1910 | 1910                                             |                                                  | 228                                              | 228                                              |
| 1925 | 1925                                             |                                                  | 214                                              | 214                                              |
| 1939 | 1939                                             |                                                  | 204                                              | 204                                              |
| 1946 | 1946                                             |                                                  | 268                                              | 268                                              |
| 1950 | 1950                                             |                                                  | 256                                              | 256                                              |
| 1956 | 1956                                             |                                                  | 219                                              | 219                                              |
| 1961 | 1961                                             |                                                  | 205                                              | 205                                              |
| 1967 | 1967                                             |                                                  | 205                                              | 205                                              |
| 1980 | 1980                                             |                                                  | ?                                                | ?                                                |
| 1990 | 1990                                             |                                                  | ?                                                | ?                                                |
| 2000 | 2000                                             |                                                  | ?                                                | ?                                                |
| 2011 | 2011                                             |                                                  | 174                                              | 174                                              |
| 2015 | 2015                                             |                                                  | 174                                              | 174                                              |
| 2020 | 2020                                             |                                                  | 155                                              | 155                                              |
| Datenquelle: Historisches Gemeindeverzeichnis für Hessen: Die Bevölkerung der Gemeinden 1834 bis 1967. Wiesbaden: Hessisches Statistisches Landesamt, 1968. Weitere Quellen: bis 1967 LAGIS; Stadt Bad Wildungen; Zensus 2011 |                                                  |                                                  |                                                  |                                                  |

Historische Religionszugehörigkeit
| • 1885: | 212 evangelische (= 100 %) Einwohner                              |
| • 1961: | 188 evangelische (= 91,17 %), 17 katholische (= 8,29 %) Einwohner |

## Sehenswürdigkeiten

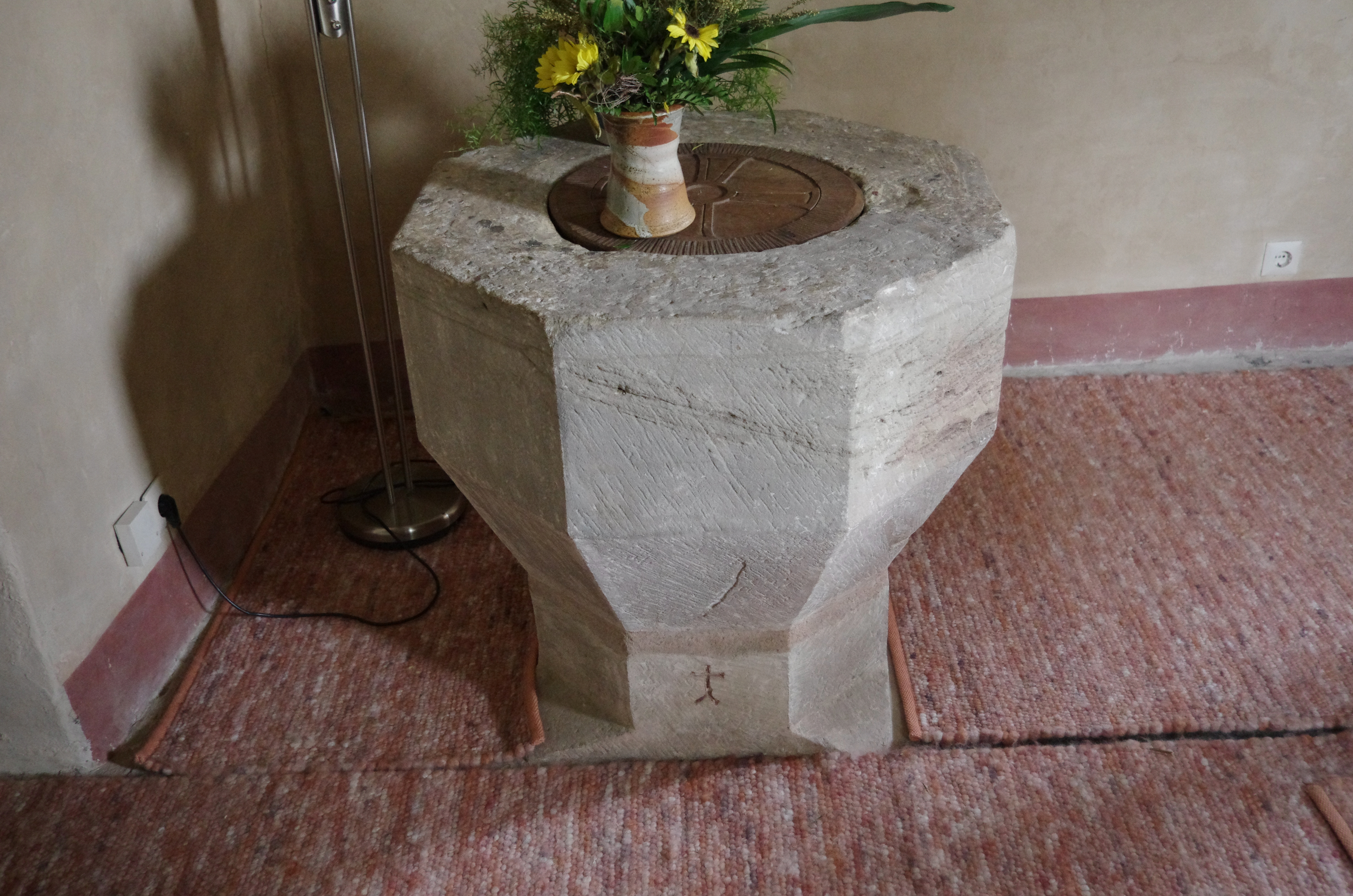
Taufstein der Kirche in Frebershausen

Die Wurzeln der frühgotischen Dorfkirche reichen zurück in das 13. Jahrhundert. Der Chor wurde wahrscheinlich als Wallfahrtskapelle errichtet. Zwischen 1450 und 1470 wurde das Kirchenschiff angebaut. Die endgültige Fertigstellung erfolgte 1590. Die 1931 erstmals restaurierten Fresken im Innenraum stammen aus dem 14. Jahrhundert. Ein Taufstein aus dem Jahre 1593 wird noch heute benutzt. Die hölzerne Kanzel wurde im Jahre 1900 neu gebaut, von der ursprünglichen Kanzel ist nur noch ein Teil der unteren Brüstung mit der Jahreszahl 1692 erhalten. Im Jahr 2007 erfolgte eine grundlegende Renovierung des Dachstuhls und der Decke des Kirchenschiffs.
Sehenswürdigkeiten im Umland
- Schloss Waldeck
- Edersee
- Nationalpark Kellerwald-Edersee

## Persönlichkeiten
- Johann Michael Ulrich (1782–1843), Gutsbesitzer und Politiker